# Sisley Choi
Sisley Choi (traditionell kinesiska: 蔡思貝; förenklad kinesiska: 蔡思贝; pinyin: Cài Sībèi), född 6 februari 1991, är en skådespelerska från Hongkong som har kontrakt med TVB.